# Cimetière national de fort Meade
Le cimetière national de fort Meade est un cimetière national des États-Unis situé près de la ville de Sturgis, dans le comté de Meade, au Dakota du Sud. Administré par le département des États-Unis des affaires des anciens combattants, il s'étend sur 1,9 acres (0,8 ha). Il est maintenu par le cimetière national de Black Hills.

## Histoire
D'abord établi le 24 septembre 1878, par les membres survivants du 7e de cavalerie de George Armstrong Custer, peu de temps après la construction du fort Meade. Il est nommé en l'honneur du général George Meade. Il est fermé à de nouvelles inhumations depuis la fin de la Seconde Guerre mondiale.
Le cimetière national de fort Meade est inscrit sur le registre national des lieux historiques le 22 mai 1973.

## Monuments notables
- Un obélisque honore la mémoire de deux soldats du 7e régiment de cavalerie.

## Inhumations notables
- Soldat Abram Brant, récipiendaire de la médaille d'honneur pour son action lors de la bataille de Little Bighorn, pendant les guerres indiennes (cénotaphe)[1].
- Soldat Albert Knaak, récipiendaire de la médaille d'honneur pour son action dans le territoire de l'Arizona pendant les guerres indiennes[2].